# Олений (остров, Кандалакшская губа)
Олений — остров в Кандалакшском заливе Белого моря. Расположен в центре Кандалакшской губы к югу от города Кандалакша. 
Второй по величине остров в Кандалакшском заливе после острова Великого. На юго-западе острова находятся небольшие озёра; в окрестности острова множество небольших островов, крупнейший из которых - остров Телячий.
Высота острова до 61,6 м. В юго-западную часть острова вдается губа Коровья.
Остров является частью Кандалакшского государственного заповедникa. 
Административно является частью Кандалакшского района Мурманской области.